# Microsoft Streets & Trips
Microsoft Streets & Trips è un programma di mappe sviluppato e distribuito da Microsoft.
La versione dedicata all'Europa era Microsoft AutoRoute.